# Proximus Diamond Games 2005
Proximus Diamond Games 2005 — жіночий професійний тенісний турнір, що проходив на закритих кортах з твердим покриттям Sportpaleis у Антверпені (Бельгія). Належав до турнірів 2-ї категорії в рамках Туру WTA 2005. Це був 4-й за ліком турнір Diamond Games. Тривав з 14 до 20 лютого 2002 року. Перша сіяна Амелі Моресмо здобула титул в одиночному розряді й отримала 93 тис. доларів США.

## Фінальна частина

### Одиночний розряд
Амелі Моресмо —  Вінус Вільямс, 4–6, 7–5, 6–4

### Парний розряд
Кара Блек /  Елс Калленс —  Анабель Медіна Гаррігес /  Дінара Сафіна, 3–6, 6–4, 6–4